# Теорема Машке
В математиці, теорема Машке, — теорема в теорії представлень груп  щодо розкладу представлень скінченних груп на незвідні представлення. Теорема Машке дозволяє робити висновки про представленя скінченних груп G без їх обчислень. Вона зводить задачу класифікації всіх представлень до задачі класифікації незвідних представлень, на пряму суму яких розкладається довільне представлення. 

## Твердження

### Мовою теорії груп
Якщо V є представленням групи G над полем F характеристика якого не ділить порядок групи G і  W є підпростором інваріантним щодо представлення, тоді існує інший підпростір U у V, що є  інваріантим щодо представлення і V=W⊕U.
Як наслідок для довільного представлення групи G над полем характеристика якого не ділить порядок групи G, векторний простір V є прямою сумою підпросторів обмеження представлення на які є незвідними представленнями.

### Мовою теорії модулів
При цьому підході до представлень скінченних груп, представлення групи G замінюється модулем над її груповою алгеброю K[G] (точніше існує ізоморфізм категорій між K[G]-Mod і RepG).  Незвідні представлення при цьому відповідають простим модулям. Тоді теорему Машке можна сформулювати так:
Нехай G — скінченна група і K поле характеристика якого не ділить порядок групи G. Тоді K[G], групова алгебра групи G, є напівпростою. Як наслідок кожен модуль над K[G] є напівпростим модулем.
Оскільки для будь-якого представлення групи простір представлення можна вважати модулем множення елементів групи на якому визначається дією лінійного оператора в представленні групи, то попереднє формулювання теореми є наслідком формулювання для модулів і групових алгебр.
Цей варіант твердження дозволяє застосувати для вивчення представлень теорію напівпростих кілець, зокрема теорему Артіна - Веддерберна. Коли K є полем комплексних чисел, звідси випливає, що алгебра K[G] є добутком кількох копій комплексних матричних алгебр, по одній для кожного незвідного представлення. Кількість цих незвідних представлень при цьому рівна кількості класів спряженості групи. Якщо поле K має характеристику рівну нулю, але не є алгебрично замкнутим, наприклад, K є полем дійсних чи раціональних чисел, тоді групова алгебра K[G] є добутком матричних алгебр над деякими тілами над K. Доданки при цьому знову ж відповідають незвідним представленням групи G над K.

## Доведення
Нехай V — K[G]-підмодуль. Доведемо, що V є прямим доданком. Нехай {\displaystyle \pi } — довільна K-лінійна проєкція K[G] на V. Розглянемо відображення {\displaystyle \varphi :K[G]\to V} задане як (зауважимо, що для можливості задання цього відображення критичним є те, що {\displaystyle \#G} не є рівним нулю у полі K; це є наслідком умови на характеристику поля і порядок групи): 
{\displaystyle \varphi (x)={\frac {1}{\#G}}\sum _{s\in G}s\cdot \pi (s^{-1}\cdot x).}
Тоді відображення {\displaystyle \varphi }  є очевидно K-лінійним і відображає K[G] на V. Також для довільних {\displaystyle x\in V,\;s\in G} маємо {\displaystyle \pi s^{-1}x=s^{-1}x}. Звідси для {\displaystyle x\in V} отримуємо {\displaystyle \varphi (x)={\frac {1}{\#G}}\sum _{s\in G}s\cdot \pi (s^{-1}\cdot x)={\frac {1}{\#G}}\sum _{s\in G}x=x}, тобто відображення є тотожним на V. Крім того маємо 
{\displaystyle {\begin{aligned}\varphi (t\cdot x)&={\frac {1}{\#G}}\sum _{s\in G}s\cdot \pi (s^{-1}\cdot t\cdot x)\\{}&={\frac {1}{\#G}}\sum _{u\in G}t\cdot u\cdot \pi (u^{-1}\cdot x)\\{}&=t\cdot \varphi (x),\end{aligned}}}
тому {\displaystyle \varphi } є також K[G]-лінійним. Отож {\displaystyle \varphi } є K[G]-лінійною проєкцією і тому {\displaystyle K[G]=V\oplus \ker \varphi }. Тобто довільний підмодуль K[G] є прямим доданком, тож, K[G] є напівпростою алгеброю.

## Приклади
- Нехай {\displaystyle G=S_{n}} — симетричній групі перестановок n елементів. Для цієї групи існує природне представлення у n-вимірному векторному просторі над довільним полем. Це відображення задане так: якщо {\displaystyle \{e_{1},\ldots ,e_{n}\}} — базис такого простору, то лінійний оператор для перестановки {\displaystyle \sigma } діє як {\displaystyle \sigma (e_{i})=e_{\sigma (i)}}.

Очевидно, що одновимірний простір породжений вектором {\displaystyle e_{1}+e_{2}+\ldots +e_{n}} буде інваріантним щодо вказаного представлення. Його доповненням буде простір породжений векторами {\displaystyle e_{1}-e_{2},e_{2}-e_{3},\ldots ,e_{n-1}-e_{n}}.
- Доведена теорема є у загальному випадку невірною для нескінченних груп. Прикладом може бути нескінченна циклічна група — адитивна група цілих чисел.  Відображення {\displaystyle \phi }, яке числу k ставить у відповідність матрицю {\displaystyle \Phi (k)={\begin{pmatrix}1&0\\k&1\end{pmatrix}}} , є двовимірним представленням цієї групи, оскільки {\displaystyle \Phi (k)\Phi (m)=\Phi (k+m)}. Одновимірний підпростір породжений вектором {\displaystyle \{e_{2}\}} є інваріантним відносно всіх операторів {\displaystyle \Phi (k)},  але для нього не знайдеться інваріантного доповнюючого підпростору,  оскільки двовимірний простір V представлення {\displaystyle \phi } не має ніяких інших підпросторів, інваріантних відносно {\displaystyle \phi }. Справді, власні значення усіх матриць {\displaystyle \Phi (k)}  рівні 1 і всі власні вектори є колінеарними {\displaystyle e_{2}}. Натомість для теореми існують узагальнення для деяких типів нескінченних груп, наприклад для компактних топологічних груп.
- Умова на характеристику поля K є необхідною. Більш того, якщо характеристика поля K ділить порядок групи G то K[G] не є напівпростою алгеброю.

Для  {\displaystyle x=\sum _{g\in G}\lambda _{g}g\in K[G]} визначимо {\displaystyle \epsilon (x)=\sum _{g\in G}\lambda _{g}}. Нехай {\displaystyle I=\ker \epsilon }. тоді I є K[G]-підмодулем. Доведемо, що для кожного нетривіального підмодуля V алгебри K[G], {\displaystyle I\cap V\neq 0}. Нехай V — деякий підмодуль, і нехай {\displaystyle v=\sum _{g\in G}\mu _{g}g} - довільний ненульовий елемент у V. Якщо{\displaystyle \epsilon (v)=0}, то відразу {\displaystyle v\in I\cap V}. В іншому випадку, нехай {\displaystyle s=\sum _{g\in G}1g}. Тоді {\displaystyle \epsilon (s)=\#G\cdot 1=0}, тож {\displaystyle s\in I} і {\displaystyle sv=\left(\sum 1g\right)\left(\sum \mu _{g}g\right)=\sum \epsilon (v)g=\epsilon (v)s}, тож {\displaystyle sv} є ненульовим елементом I і V. Це доводить, що V не є прямий доповненням I для всіх V, тож K[G] не є напівпростою алгеброю.